# Primera B Nacional 2015
La Primera B Nacional 2015 è stata la 30ª edizione del campionato argentino di calcio di seconda divisione. È iniziata il 14 febbraio 2015 e si è conclusa il 6 dicembre 2015.
Come nella stagione precedente, il numero di squadre partecipanti al campionato è stato di 22. Per adeguarsi alla riforma della Primera División (che dall'edizione 2015 ha avuto la partecipazione di ben 30 squadre), la Primera B Nacional ha visto la promozione di 10 squadre nel massimo campionato e l'arrivo di altrettante squadre dal terzo livello della struttura federale del calcio argentino: 7 dal Torneo Federal A e 3 dalla Primera B Metropolitana.
Al termine del campionato, 2 squadre sono state promosse in Primera División: oltre alla vincitrice del campionato, l′Atletico Tucumán, è stata promossa la squadra vincitrice di un torneo reducido tra le squadre classificatesi fra la 2ª e la 5ª posizione, il Patronato. Allo stesso tempo sono retrocesse nel terzo livello del calcio argentino 4 squadre, determinate con il sistema dei promedios: il Guaraní Antonio Franco, il Gimnasia di Mendoza, lo Sportivo Belgrano di San Francisco e l′Unión di Mar del Plata.

## Squadre partecipanti
| Club                                            | Città                 | Stadio                                       | Posti  | Allenatore                           | Presidente           |
| ----------------------------------------------- | --------------------- | -------------------------------------------- | ------ | ------------------------------------ | -------------------- |
| Club Atlético All Boys                          | Buenos Aires          | Islas Malvinas                               | 12.199 | José Santos Romero                   | Fabian Aguirre       |
| Club Atlético Paraná                            | Paraná                | Pedro Mutio                                  | 6.000  | Edgardo Cervilla                     | José Orlando Cáceres |
| Club Atlético Tucumán                           | San Miguel de Tucumán | Monumental José Fierro                       | 32.700 | Juan Manuel Azconzábal               | Mario Leito          |
| Club Atlético Boca Unidos                       | Corrientes            | Leoncio Benítez                              | 11.000 | Roberto Saucedo (interino)           | Alfredo Schweizer    |
| Club Atlético Central Córdoba                   | Santiago del Estero   | Alfredo Terrera                              | 13.500 | Luis Medero                          | Francisco Pece       |
| Club Atlético Chacarita Juniors                 | Buenos Aires          | Chacarita Juniors                            | 19.000 | Anibal Biggeri                       | Héctor López         |
| Club Atlético Douglas Haig                      | Pergamino             | Miguel Morales                               | 10.000 | Andrés Guglielminpietro              | Javier Martínez      |
| Club Ferro Carril Oeste                         | Buenos Aires          | Arquitecto Ricardo Etcheverri                | 24.400 | Marcelo Broggi                       | Daniel Pandolfi      |
| Gimnasia (M)                                    | Mendoza               | Víctor Antonio Legrotaglie                   | 11.500 | Sergio Arias                         | Fernando Porretta    |
| Gimnasia (J)                                    | San Salvador de Jujuy | 23 de Agosto                                 | 25.000 | Sebastián Méndez                     | Fernando Yécora      |
| Club Deportivo Guaraní Antonio Franco           | Posadas               | Clemente Argentino Fernández de Oliveira     | 8.000  | Humberto ZuccarelliMartín Zuccarelli | César Decamilli      |
| Club Social y Atlético Guillermo Brown          | Puerto Madryn         | Raúl Conti                                   | 15.000 | Andrés Yllana                        | Carlos Eliceche      |
| Club Sportivo Independiente Rivadavia           | Mendoza               | Bautista Gargantini                          | 25.000 | Pablo Quinteros (interino)           | Dardo Agost          |
| Instituto Atlético Central Córdoba              | Córdoba               | Juan Domingo Perón                           | 38.694 | Héctor Rivoira                       | Ricardo Morellato    |
| Club Deportivo Juventud Unida                   | Gualeguaychú          | De los Eucaliptos                            | 3.500  | Norberto Acosta                      | Blas José Fiorovic   |
| Club Atlético Los Andes                         | Lomas de Zamora       | Eduardo Gallardón                            | 26.000 | Fabían Nardozza                      | Carlos Sierra        |
| Club Atlético Patronato de la Juventud Católica | Paraná                | Presbítero Bartolomé Grella                  | 14.000 | Iván Delfino                         | José Gómez           |
| Club y Biblioteca Ramón Santamarina             | Tandil                | Municipal General San Martín                 | 5.000  | Gustavo Coleoni                      | Pablo Bossio         |
| Club Sportivo Belgrano                          | San Francisco         | Oscar C. Boero                               | 9.000  | Carlos Trullet                       | Rubén Boetto         |
| Club Sportivo Estudiantes                       | San Luis              | Héctor Odicino - Pedro Benoza ("El Coliseo") | 9.000  | Darío Ortiz                          | Carlos Ahumada       |
| Club Atlético Unión                             | Mar del Plata         | José María Minella                           | 35.354 | Gustavo Noto                         | Leonardo Cordeiro    |
| Club Villa Dálmine                              | Campana               | El Coliseo de Mitre y Puccini                | 11.250 | Sergio Rondina                       | Alfredo Lista        |

### Distribuzione geografica delle squadre
| Regione o città                  | Quantità | Squadre                                                          |
| -------------------------------- | -------- | ---------------------------------------------------------------- |
| Provincia di Buenos Aires        | 4        | Douglas Haig - Santamarina - Unión Mar del Plata - Villa Dálmine |
| Provincia di Entre Ríos          | 3        | Atlético Paraná - Juventud Unida - Patronato                     |
| Città di Buenos Aires            | 2        | All Boys - Ferro Carril Oeste                                    |
| Grande Buenos Aires              | 2        | Chacarita Juniors - Los Andes                                    |
| Provincia di Córdoba             | 2        | Instituto - Sportivo Belgrano                                    |
| Provincia di Mendoza             | 2        | Gimnasia Mendoza - Independiente Rivadavia                       |
| Provincia di Chubut              | 1        | Guillermo Brown                                                  |
| Provincia di Corrientes          | 1        | Boca Unidos                                                      |
| Provincia di Jujuy               | 1        | Gimnasia Jujuy                                                   |
| Provincia di Misiones            | 1        | Guaraní                                                          |
| Provincia di San Luis            | 1        | Sp. Estudiantes                                                  |
| Provincia di Santiago del Estero | 1        | Central Córdoba                                                  |
| Provincia di Tucumán             | 1        | Atlético Tucumán                                                 |

## Classifica
|  | Pos. | Squadra                 | Pt | G  | V  | N  | P  | GF | GS | DR  |
|  | ---- | ----------------------- | -- | -- | -- | -- | -- | -- | -- | --- |
|  | 1.   | Atl. Tucumán            | 85 | 42 | 24 | 13 | 5  | 69 | 31 | +38 |
|  | 2.   | Patronato               | 82 | 42 | 23 | 13 | 6  | 60 | 24 | +36 |
|  | 3.   | Ferro Carril Oeste      | 67 | 42 | 18 | 13 | 11 | 44 | 37 | +7  |
|  | 4.   | Santamarina             | 66 | 42 | 18 | 12 | 12 | 54 | 40 | +14 |
|  | 5.   | Instituto (C)           | 62 | 42 | 15 | 17 | 10 | 48 | 38 | +10 |
|  | 6.   | Villa Dálmine           | 60 | 42 | 15 | 15 | 12 | 44 | 42 | +2  |
|  | 7.   | Atletico Paraná         | 58 | 42 | 16 | 10 | 16 | 50 | 46 | +4  |
|  | 8.   | Douglas Haig            | 58 | 42 | 14 | 16 | 12 | 45 | 46 | -1  |
|  | 9.   | Sportivo Estudiantes    | 56 | 42 | 13 | 17 | 12 | 47 | 44 | +3  |
|  | 10.  | Gimnasia (J)            | 55 | 42 | 14 | 13 | 15 | 35 | 43 | -8  |
|  | 11.  | Los Andes               | 54 | 42 | 12 | 18 | 12 | 46 | 49 | -3  |
|  | 12.  | Juventud Unida          | 54 | 42 | 14 | 12 | 16 | 43 | 47 | -4  |
|  | 13.  | Boca Unidos             | 54 | 42 | 14 | 12 | 16 | 37 | 42 | -5  |
|  | 14.  | All Boys                | 53 | 42 | 13 | 14 | 15 | 38 | 37 | +1  |
|  | 15.  | Central Córdoba (R)     | 51 | 42 | 12 | 15 | 15 | 37 | 44 | -7  |
|  | 16.  | Independiente Rivadavia | 51 | 42 | 13 | 12 | 17 | 38 | 46 | -8  |
|  | 17.  | Chacarita Juniors       | 50 | 42 | 13 | 11 | 18 | 49 | 62 | -13 |
|  | 18.  | Guaraní A.F.            | 49 | 42 | 13 | 11 | 18 | 38 | 43 | -5  |
|  | 19.  | Guillermo Brown         | 48 | 42 | 11 | 15 | 16 | 43 | 50 | -7  |
|  | 20.  | Gimnasia (M)            | 48 | 42 | 14 | 6  | 22 | 37 | 53 | -16 |
|  | 21.  | Sp. Belgrano (SF)       | 40 | 42 | 9  | 13 | 20 | 36 | 50 | -14 |
|  | 22.  | Unión Mar del Plata     | 37 | 42 | 7  | 16 | 19 | 36 | 60 | -24 |

Legenda:

      Promossa in Primera División 2015-2016
      Ammesse al "playoff" per la promozione in Primera
      Attualmente in zona retrocessione
Note:

Tre punti a vittoria, uno a pareggio, zero a sconfitta.

## Retrocessioni ("Descenso")
Al termine del campionato retrocedono nella categoria inferiore le 4 squadre con la peggior media punti (promedio), che si calcola sulla base del punteggio totale ottenuto da ogni squadra nel campionato 2015 sommato al punteggio totale delle precedenti 3 stagioni giocate nella categoria.
| #  | Squadra                 | Punti 2012-13 | Punti 2013-14 | Punti 2014 | Punti 2015 | Totale Punti | Partite giocate | Promedio |
| -- | ----------------------- | ------------- | ------------- | ---------- | ---------- | ------------ | --------------- | -------- |
| 1  | Atl. Tucumán            | 51            | 64            | 29         | 85         | 229          | 142             | 1.612    |
| 2  | Santamarina             | 0             | 0             | 24         | 66         | 90           | 62              | 1.451    |
| 3  | Patronato               | 56            | 49            | 22         | 82         | 206          | 142             | 1.450    |
| 4  | Villa Dálmine           | 0             | 0             | 0          | 60         | 60           | 42              | 1.428    |
| 5  | Atletico Paraná         | 0             | 0             | 0          | 58         | 58           | 42              | 1.3809   |
| 6  | Gimnasia (J)            | 50            | 61            | 30         | 55         | 196          | 142             | 1.3802   |
| 7  | Sportivo Estudiantes    | 0             | 0             | 0          | 56         | 56           | 42              | 1.333    |
| 8  | Instituto (C)           | 39            | 62            | 25         | 62         | 188          | 142             | 1.323    |
| 9  | Douglas Haig            | 49            | 51            | 25         | 57         | 183          | 142             | 1.288    |
| 10 | Juventud Unida          | 0             | 0             | 0          | 54         | 54           | 42              | 1.285    |
| 11 | Los Andes               | 0             | 0             | 0          | 54         | 54           | 42              | 1.285    |
| 12 | Ferro Carril Oeste      | 43            | 55            | 16         | 66         | 181          | 142             | 1.274    |
| 13 | Boca Unidos             | 45            | 54            | 27         | 53         | 180          | 142             | 1.267    |
| 14 | Independiente Rivadavia | 48            | 55            | 22         | 51         | 176          | 142             | 1.239    |
| 15 | Central Córdoba (R)     | 0             | 0             | 0          | 51         | 51           | 42              | 1.214    |
| 16 | All Boys                | 0             | 0             | 22         | 53         | 75           | 62              | 1.209    |
| 17 | Chacarita Juniors       | 0             | 0             | 0          | 50         | 50           | 42              | 1.190    |
| 18 | Guillermo Brown         | 0             | 0             | 0          | 48         | 48           | 42              | 1.142    |
| 19 | Gimnasia (M)            | 0             | 0             | 0          | 48         | 48           | 42              | 1.142    |
| 20 | Guaraní A.F.            | 0             | 0             | 18         | 50         | 68           | 62              | 1.096    |
| 21 | Sp. Belgrano (SF)       | 0             | 53            | 17         | 40         | 110          | 104             | 1.057    |
| 22 | Unión Mar del Plata     | 0             | 0             | 0          | 37         | 37           | 42              | 0.880    |

Legenda:

      Squadre retrocesse nella categoria inferiore.

## Calendario e risultati

### Andata
| Douglas Haig       | 0 - 1 | Juventud Unida     | 13 feb. | Chacarita Juniors | 3 - 1 | Unión (MDP)        | 20 feb. | Los Andes          | 1 - 0 | Chacarita Juniors | 27 feb. |
| Sp. Belgrano       | 0 - 0 | Chacarita Juniors  | 13 feb. | Independiente RM  | 3 - 2 | Sp. Estudiantes    | 20 feb. | Douglas Haig       | 2 - 2 | All Boys          | 27 feb. |
| Gimnasia (Jujuy)   | 1 - 0 | Independiente RM   | 13 feb. | All Boys          | 1 - 1 | Atlético Paraná    | 21 feb. | Atlético Paraná    | 0 - 2 | Villa Dálmine     | 28 feb. |
| Central Córdoba    | 1 - 3 | Villa Dálmine      | 13 feb. | Instituto         | 1 - 0 | Boca Unidos        | 21 feb. | Ferro Carril Oeste | 1 - 1 | Atlético Tucumán  | 28 feb. |
| All Boys           | 1 - 1 | Patronato          | 14 feb. | Santamarina       | 0 - 0 | Los Andes          | 21 feb. | Gimnasia (Mendoza) | 2 - 2 | Instituto         | 28 feb. |
| Unión (MDP)        | 2 - 2 | Santamarina        | 14 feb. | Guillermo Brown   | 0 - 1 | Gimnasia (Mendoza) | 22 feb. | Unión (MDP)        | 2 -0  | Guaraní           | 28 feb. |
| Atlético Paraná    | 3 - 2 | Ferro Carril Oeste | 14 feb. | Guaraní           | 0 - 0 | Sp. Belgrano       | 22 feb. | Gimnasia (Jujuy)   | 1 - 1 | Patronato         | 1 mar.  |
| Boca Unidos        | 1 - 0 | Guillermo Brown    | 15 feb. | Juventud Unida    | 0 - 0 | Gimnasia (Jujuy)   | 22 feb. | Boca Unidos        | 2 - 1 | Santamarina       | 1 mar.  |
| Los Andes          | 0- 0  | Instituto          | 15 feb. | Atlético Tucumán  | 1 - 1 | Central Córdoba    | 22 feb. | Central Córdoba    | 1 - 2 | Guillermo Brown   | 1 mar.  |
| Sp. Estudiantes    | 2 - 0 | Guaraní            | 15 feb. | Patronato         | 0 - 1 | Douglas Haig       | 22 feb. | Sp. Belgrano       | 0 - 1 | Independiente RM  | 1 mar.  |
| Gimnasia (Mendoza) | 0 - 1 | Atlético Tucumán   | 15 feb. | Villa Dálmine     | 1 - 3 | Ferro Carril Oeste | 22 feb. | Sp. Estudiantes    | 3 - 1 | Juventud Unida    | 1 mar.  |

| Chacarita Juniors | 2 - 1 | Boca Unidos        | 6 mar. | Sp. Belgrano       | 1 - 3 | Patronato         | 13 mar. | Chacarita Juniors | 2 - 0 | Central Córdoba    | 20 mar. |
| Guillermo Brown   | 2 - 2 | Ferro Carril Oeste | 7 mar. | Central Córdoba    | 2 - 2 | Santamarina       | 13 mar. | All Boys          | 0 - 1 | Sp. Belgrano       | 20 mar. |
| Atlético Tucumán  | 3 - 1 | Villa Dálmine      | 7 mar. | Gimnasia (Mendoza) | 2 - 1 | Chacarita Juniors | 14 mar. | Santamarina       | 0 - 0 | Ferro Carril Oeste | 20 mar. |
| All Boys          | 0 - 0 | Gimnasia (Jujuy)   | 7 mar. | Boca Unidos        | 0 - 0 | Guaraní           | 14 mar. | Douglas Haig      | 0 - 0 | Sp. Estudiantes    | 20 mar. |
| Instituto         | 0 - 0 | Central Córdoba    | 7 mar. | Ferro Carril Oeste | 1 - 0 | Instituto         | 14 mar. | Instituto         | 1 - 1 | Villa Dálmine      | 20 mar. |
| Santamarina       | 2 - 0 | Gimnasia (Mendoza) | 7 mar. | Villa Dálmine      | 1 - 1 | Guillermo Brown   | 14 mar. | Independiente RM  | 0 - 0 | Boca Unidos        | 20 mar. |
| Juventud Unida    | 2 - 0 | Sp. Belgrano       | 8 mar. | Atlético Paraná    | 1 - 1 | Atlético Tucumán  | 14 mar. | Gimnasia (Jujuy)  | 2 - 3 | Atlético Paraná    | 20 mar. |
| Guaraní           | 1 - 1 | Los Andes          | 8 mar. | Unión (MDP)        | 2 - 2 | Juventud Unida    | 14 mar. | Guillermo Brown   | 2 - 2 | Atlético Tucumán   | 21 mar. |
| Independiente RM  | 1 - 1 | Unión (MDP)        | 8 mar. | Los Andes          | 4 - 1 | Independiente RM  | 15 mar. | Juventud Unida    | 0 - 1 | Los Andes          | 21 mar. |
| Patronato         | 2 - 0 | Sp. Estudiantes    | 8 mar. | Gimnasia (Jujuy)   | 3 - 0 | Douglas Haig      | 15 mar. | Guaraní           | 5 - 1 | Gimnasia (Mendoza) | 21 mar. |
| Douglas Haig      | 3 - 1 | Atlético Paraná    | 8 mar. | Sp. Estudiantes    | 0 - 0 | All Boys          | 15 mar. | Patronato         | 4 - 0 | Unión (MDP)        | 22 mar. |

| Gimnasia (Mendoza) | 1 - 3 | Independiente RM  | 24 mar. | Chacarita Juniors | 1 - 0 | Villa Dálmine      | 28 mar. | Los Andes          | 5 - 2 | Douglas Haig      | 4 apr. |
| Villa Dálmine      | 1 - 0 | Santamarina       | 24 mar. | Douglas Haig      | 5 - 0 | Unión (MDP)        | 29 mar. | Villa Dálmine      | 1 - 0 | Guaraní           | 4 apr. |
| Ferro Carril Oeste | 0 - 0 | Chacarita Juniors | 24 mar. | Juventud Unida    | 2 - 0 | Gimnasia (Mendoza) | 29 mar. | Ferro Carril Oeste | 1 - 0 | Independiente RM  | 4 apr. |
| Boca Unidos        | 1 - 2 | Juventud Unida    | 25 mar. | Guaraní           | 1 - 0 | Ferro Carril Oeste | 29 mar. | Atlético Paraná    | 2 - 0 | Instituto         | 4 apr. |
| Unión (MDP)        | 2 - 1 | All Boys          | 25 mar. | Sp. Estudiantes   | 3 - 2 | Atlético Paraná    | 29 mar. | Guillermo Brown    | 0 - 2 | Santamarina       | 5 apr. |
| Atlético Paraná    | 2 - 0 | Guillermo Brown   | 25 mar. | Gimnasia (Jujuy)  | 1 - 0 | Sp. Belgrano       | 29 mar. | Gimnasia (Mendoza) | 1 - 0 | Patronato         | 5 apr. |
| Sp. Estudiantes    | 1 - 0 | Gimnasia (Jujuy)  | 25 mar. | Independiente RM  | 2 - 0 | Central Córdoba    | 29 mar. | Boca Unidos        | 1 - 1 | All Boys          | 5 apr. |
| Sp. Belgrano       | 1 - 2 | Douglas Haig      | 25 mar. | Santamarina       | 1 - 0 | Atlético Tucumán   | 29 mar. | Unión (MDP)        | 2 - 3 | Gimnasia (Jujuy)  | 5 apr. |
| Central Córdoba    | 1 - 2 | Guaraní           | 25 mar. | All Boys          | 1 - 0 | Los Andes          | 30 mag. | Central Córdoba    | 0 - 0 | Juventud Unida    | 5 apr. |
| Los Andes          | 2 - 1 | Patronato         | 26 mar. | Patronato         | 4 - 1 | Boca Unidos        | 30 mag. | Sp. Belgrano       | 1 - 1 | Sp. Estudiantes   | 5 apr. |
| Atlético Tucumán   | 3 - 1 | Instituto         | 26 mar. | Instituto         | 1 - 1 | Guillermo Brown    | 30 mag. | Atlético Tucumán   | 2 - 1 | Chacarita Juniors | 5 apr. |

| Juventud Unida    | 2 - 1 | Ferro Carril Oeste | 11 apr. | Villa Dálmine      | 2 - 2 | Juventud Unida    | 18 apr. | All Boys          | 0 - 0 | Ferro Carril Oeste | 24 apr. |
| Guaraní           | 2 - 2 | Atlético Tucumán   | 11 apr. | Ferro Carril Oeste | 0 - 1 | Patronato         | 18 apr. | Juventud Unida    | 0 - 1 | Atlético Tucumán   | 25 apr. |
| Chacarita Juniors | 2 - 0 | Guillermo Brown    | 12 apr. | Unión (MDP)        | 4 - 0 | Sp. Belgrano      | 18 apr. | Chacarita Juniors | 1 - 3 | Santamarina        | 25 apr. |
| Gimnasia (Jujuy)  | 0 - 0 | Los Andes          | 12 apr. | Atlético Paraná    | 0 - 1 | Santamarina       | 18 apr. | Guaraní           | 1 - 1 | Instituto          | 25 apr. |
| Douglas Haig      | 1 - 2 | Boca Unidos        | 12 apr. | Central Córdoba    | 2 - 0 | All Boys          | 18 apr. | Sp. Belgrano      | 1 - 1 | Los Andes          | 26 apr. |
| Independiente RM  | 1 - 0 | Villa Dálmine      | 12 apr. | Los Andes          | 1 - 1 | Sp. Estudiantes   | 19 apr. | Douglas Haig      | 0 - 0 | Central Córdoba    | 26 apr. |
| Sp. Estudiantes   | 0 - 0 | Unión (MDP)        | 12 apr. | Guillermo Brown    | 2 - 0 | Guaraní           | 19 apr. | Unión (MDP)       | 0 - 1 | Atlético Paraná    | 26 apr. |
| Sp. Belgrano      | 0 - 0 | Atlético Paraná    | 12 apr. | Boca Unidos        | 1 - 0 | Gimnasia (Jujuy)  | 19 apr. | Sp. Estudiantes   | 0 - 0 | Boca Unidos        | 26 apr. |
| Patronato         | 2- 0  | Central Córdoba    | 12 apr. | Instituto          | 2 - 2 | Chacarita Juniors | 19 apr. | Patronato         | 2 - 0 | Villa Dálmine      | 26 apr. |
| All Boys          | 2 - 0 | Gimnasia (Mendoza) | 13 apr. | Atlético Tucumán   | 2 - 0 | Independiente RM  | 19 apr. | Independiente RM  | 3 - 1 | Guillermo Brown    | 26 apr. |
| Santamarina       | 1 - 0 | Instituto          | 13 apr. | Gimnasia (Mendoza) | 2 - 0 | Douglas Haig      | 20 apr. | Gimnasia (Jujuy)  | 2 - 1 | Gimnasia (Mendoza) | 27 apr. |

| Ferro Carril Oeste | 0 - 1 | Douglas Haig      | 30 apr. | Los Andes        | 2 - 1 | Atlético Paraná    | 6 mag. | Chacarita Juniors  | 0 - 0 | Independiente RM | 9 mag,  |
| Los Andes          | 2 - 3 | Unión (MDP)       | 2 mag.  | Juventud Unida   | 0 - 2 | Instituto          | 6 mag. | Guillermo Brown    | 1 - 0 | All Boys         | 10 mag. |
| Guillermo Brown    | 2 - 1 | Juventud Unida    | 2 mag.  | Sp. Estudiantes  | 2 - 2 | Central Córdoba    | 6 mag. | Ferro Carril Oeste | 0 - 3 | Sp. Estudiantes  | 10 mag. |
| Boca Unidos        | 1 - 0 | Sp. Belgrano      | 2 mag.  | Guaraní          | 2 - 2 | Chacarita Juniors  | 6 mag. | Villa Dálmine      | 0 - 0 | Gimnasia (Jujuy) | 10 mag. |
| Gimnasia (Mendoza) | 2 - 0 | Sp. Estudiantes   | 2 mag.  | Gimnasia (Jujuy) | 1 - 1 | Ferro Carril Oeste | 6 mag. | Boca Unidos        | 0 - 0 | Los Andes        | 10 mag. |
| Atlético Paraná    | 3 - 1 | Chacarita Juniors | 2 mag.  | All Boys         | 0 - 0 | Atlético Tucumán   | 6 mag. | Atlético Paraná    | 2 - 0 | Guaraní          | 10 mag. |
| Instituto          | 0 - 1 | Independiente RM  | 2 mag.  | Unión (MDP)      | 0 - 2 | Boca Unidos        | 6 mag. | Gimnasia (Mendoza) | 1 - 0 | Unión (MDP)      | 10 mag. |
| Santamarina        | 2 - 1 | Guaraní           | 2 mag.  | Douglas Haig     | 2 - 2 | Villa Dálmine      | 6 mag. | Central Córdoba    | 1 - 0 | Sp. Belgrano     | 10 mag. |
| Atlético Tucumán   | 1 - 1 | Patronato         | 2 mag.  | Sp. Belgrano     | 3 - 0 | Gimnasia (Mendoza) | 6 mag. | Atlético Tucumán   | 2 - 1 | Douglas Haig     | 10 mag. |
| Central Córdoba    | 2 - 0 | Gimnasia (Jujuy)  | 2 mag.  | Patronato        | 0 - 0 | Guillermo Brown    | 6 mag. | Instituto          | 0 - 1 | Patronato        | 11 mag. |
| Villa Dálmine      | 2 - 1 | All Boys          | 13 mag. | Independiente RM | 1 - 2 | Santamarina        | 6 mag. | Santamarina        | 3 - 0 | Juventud Unida   | 11 mag. |

| Douglas Haig     | 1 - 1 | Guillermo Brown    | 21 mag. | Santamarina        | 2 - 1 | All Boys         | 29 mag. | All Boys           | 4 - 1 | Chacarita Juniors  | 6 giu. |
| Independiente RM | 0 - 0 | Guaraní            | 22 mag. | Chacarita Juniors  | 1 - 1 | Patronato        | 30 mag. | Juventud Unida     | 2 - 1 | Independiente RM   | 6 giu. |
| Los Andes        | 1 - 1 | Gimnasia (Mendoza) | 23 mag. | Villa Dálmine      | 0 - 3 | Sp. Belgrano     | 30 mag. | Gimnasia (Mendoza) | 1 - 0 | Atlético Paraná    | 6 giu. |
| Juventud Unida   | 2 - 1 | Chacarita Juniors  | 23 mag. | Ferro Carril Oeste | 2 - 0 | Unión (MDP)      | 30 mag. | Unión (MDP)        | 1 - 3 | Villa Dálmine      | 6 giu. |
| All Boys         | 0 - 2 | Instituto          | 23 mag. | Guaraní            | 3 - 1 | Juventud Unida   | 30 mag. | Los Andes          | 1 - 2 | Ferro Carril Oeste | 7 giu. |
| Patronato        | 2 - 0 | Santamarina        | 24 mag. | Atlético Paraná    | 2 - 1 | Independiente RM | 31 mag. | Sp. Estudiantes    | 2 - 2 | Guillermo Brown    | 7 giu. |
| Sp. Estudiantes  | 1 - 1 | Villa Dálmine      | 24 mag. | Gimnasia (Mendoza) | 3 - 1 | Boca Unidos      | 31 mag. | Boca Unidos        | 2 - 0 | Central Córdoba    | 7 giu. |
| Gimnasia (Jujuy) | 2 - 1 | Atlético Tucumán   | 24 mag. | Instituto          | 3 - 2 | Douglas Haig     | 31 mag. | Gimnasia (Jujuy)   | 1 - 1 | Instituto          | 7 giu. |
| Boca Unidos      | 3 - 1 | Atlético Paraná    | 17 giu. | Atlético Tucumán   | 1 - 0 | Sp. Estudiantes  | 31 mag. | Sp. Belgrano       | 1 - 1 | Atlético Tucumán   | 7 giu. |
| Unión (MDP)      | 1 - 0 | Central Córdoba    | 24 giu. | Guillermo Brown    | 0 - 1 | Gimnasia (Jujuy) | 1 giu.  | Patronato          | 1 - 0 | Guaraní            | 7 giu. |
| Sp. Belgrano     | 3 - 1 | Ferro Carril Oeste | 24 giu. | Central Córdoba    | 2 - 0 | Los Andes        | 1 giu.  | Douglas Haig       | 1 - 1 | Santamarina        | 8 giu. |

| Central Córdoba    | 1 - 0 | Gimnasia (Mendoza) | 12 giu. | Gimnasia (Mendoza) | 0 - 1 | Ferro Carril Oeste | 19 giu. | Juventud Unida     | 0 - 1 | All Boys           | 27 giu. |
| Ferro Carril Oeste | 2 - 1 | Boca Unidos        | 13 giu. | Sp. Belgrano       | 0 - 0 | Instituto          | 19 giu. | Chacarita Juniors  | 1 - 1 | Sp. Estudiantes    | 27 giu. |
| Instituto          | 2 - 0 | Sp. Estudiantes    | 13 giu. | Los Andes          | 1 - 0 | Atlético Tucumán   | 20 giu. | Guillermo Brown    | 3 - 3 | Los Andes          | 28 giu. |
| Atlético Paraná    | 1 - 1 | Juventud Unida     | 13 giu. | Unión (MDP)        | 1 - 1 | Guillermo Brown    | 20 giu. | Guaraní            | 0 - 2 | Gimnasia (Jujuy)   | 28 giu. |
| Guaraní            | 0 - 0 | All Boys           | 13 giu. | All Boys           | 2 - 0 | Independiente RM   | 20 giu. | Instituto          | 1 - 1 | Unión (MDP)        | 28 giu. |
| Guillermo Brown    | 1 - 0 | Sp. Belgrano       | 14 giu. | Central Córdoba    | 1 - 2 | Atlético Paraná    | 20 giu. | Atlético Paraná    | 0 - 2 | Patronato          | 28 giu. |
| Chacarita Juniors  | 0 - 0 | Douglas Haig       | 14 giu. | Boca Unidos        | 0 - 1 | Villa Dálmine      | 21 giu. | Independiente RM   | 1 - 0 | Douglas Haig       | 28 giu. |
| Independiente RM   | 0 - 2 | Patronato          | 14 giu. | Douglas Haig       | 0 - 1 | Guaraní            | 21 giu. | Ferro Carril Oeste | 1 - 0 | Central Córdoba    | 28 giu. |
| Villa Dálmine      | 0 - 0 | Los Andes          | 14 giu. | Gimnasia (Jujuy)   | 3 - 2 | Chacarita Juniors  | 21 giu. | Atlético Tucumán   | 3 - 1 | Boca Unidos        | 28 giu. |
| Santamarina        | 3 - 0 | Gimnasia (Jujuy)   | 14 giu. | Sp. Estudiantes    | 1 - 3 | Santamarina        | 21 giu. | Santamarina        | 0 - 0 | Sp. Belgrano       | 29 giu. |
| Atlético Tucumán   | 1 - 1 | Unión (MDP)        | 15 giu. | Patronato          | 1 - 2 | Juventud Unida     | 21 giu. | Villa Dálmine      | 2 - 1 | Gimnasia (Mendoza) | 29 lug. |

### Ritorno
| Instituto          | 3 - 0 | Los Andes          | 3 lug. | Gimnasia (Mendoza) | 2 - 1 | Guillermo Brown   | 8 lug. | Villa Dálmine     | 2 - 1 | Atlético Paraná    | 12 lug. |
| Ferro Carril Oeste | 1 - 0 | Atlético Paraná    | 3 lug. | Boca Unidos        | 0 - 1 | Instituto         | 8 lug. | Juventud Unida    | 1 - 1 | Sp. Estudiantes    | 12 lug. |
| Patronato          | 1 - 0 | All Boys           | 3 lug. | Sp. Estudiantes    | 1 - 0 | Independiente RM  | 8 lug. | Guillermo Brown   | 2 - 2 | Central Córdoba    | 12 lug. |
| Guaraní            | 1 - 1 | Sp. Estudiantes    | 3 lug. | Unión (MDP)        | 4 - 1 | Chacarita Juniors | 8 lug. | Guaraní           | 1 - 0 | Unión (MDP)        | 12 lug. |
| Atlético Tucumán   | 1 - 0 | Gimnasia (Mendoza) | 3 lug. | Atlético Paraná    | 0 - 1 | All Boys          | 8 lug. | Instituto         | 2 - 0 | Gimnasia (Mendoza) | 12 lug. |
| Santamarina        | 0 - 1 | Unión (MDP)        | 4 lug. | Ferro Carril Oeste | 1 - 1 | Villa Dálmine     | 8 lug. | All Boys          | 2 - 2 | Douglas Haig       | 12 lug. |
| Guillermo Brown    | 2 - 0 | Boca Unidos        | 4 lug. | Sp. Belgrano       | 1 - 0 | Guaraní           | 8 lug. | Atlético Tucumán  | 3 - 0 | Ferro Carril Oeste | 12 lug. |
| Chacarita Juniors  | 0 - 0 | Sp. Belgrano       | 4 lug. | Douglas Haig       | 2 - 1 | Patronato         | 8 lug. | Patronato         | 2 - 0 | Gimnasia (Jujuy)   | 12 lug. |
| Juventud Unida     | 0 - 0 | Douglas Haig       | 4 lug. | Central Córdoba    | 3 - 2 | Atlético Tucumán  | 8 lug. | Santamarina       | 2 - 0 | Boca Unidos        | 12 lug. |
| Villa Dálmine      | 1 - 1 | Central Córdoba    | 4 lug. | Gimnasia (Jujuy)   | 1 - 4 | Juventud Unida    | 8 lug. | Chacarita Juniors | 1 - 2 | Los Andes          | 13 lug. |
| Independiente RM   | 0 - 0 | Gimnasia (Jujuy)   | 4 lug. | Los Andes          | 0 - 0 | Santamarina       | 9 lug. | Independiente RM  | 1 - 1 | Sp. Belgrano       | 13 lug. |

| Boca Unidos        | 4 - 1 | Chacarita Juniors | 17 lug. | Independiente RM  | 1 - 0 | Los Andes          | 24 lug. | Central Córdoba    | 0 - 1 | Chacarita Juniors | 31 lug. |
| Ferro Carril Oeste | 1 - 1 | Guillermo Brown   | 17 lug. | Chacarita Juniors | 1 - 0 | Gimnasia (Mendoza) | 25 lug. | Los Andes          | 2 - 2 | Juventud Unida    | 1 ago.  |
| Gimnasia (Jujuy)   | 0 - 0 | All Boys          | 17 lug. | Guillermo Brown   | 0 - 1 | Villa Dálmine      | 25 lug. | Ferro Carril Oeste | 2 - 0 | Santamarina       | 1 ago.  |
| Los Andes          | 2 - 0 | Guaraní           | 18 lug. | Instituto         | 0 - 0 | Ferro Carril Oeste | 25 lug. | Unión (MDP)        | 1 - 1 | Patronato         | 1 ago.  |
| Atlético Paraná    | 1 - 2 | Douglas Haig      | 18 lug. | Santamarina       | 2 - 2 | Central Córdoba    | 26 lug. | Sp. Estudiantes    | 1 - 2 | Douglas Haig      | 2 ago.  |
| Sp. Estudiantes    | 0 - 1 | Patronato         | 19 lug. | Juventud Unida    | 2 - 1 | Unión (MDP)        | 26 lug. | Atlético Paraná    | 3 - 0 | Gimnasia (Jujuy)  | 2 ago.  |
| Sp. Belgrano       | 1 - 0 | Juventud Unida    | 19 lug. | Patronato         | 3 - 0 | Sp. Belgrano       | 26 lug. | Sp. Belgrano       | 1 - 2 | All Boys          | 2 ago.  |
| Gimnasia (Mendoza) | 0 - 0 | Santamarina       | 19 lug. | Douglas Haig      | 1 - 0 | Gimnasia (Jujuy)   | 26 lug. | Boca Unidos        | 0 - 0 | Independiente RM  | 2 ago.  |
| Central Córdoba    | 1 - 1 | Instituto         | 19 lug. | Guaraní           | 2 - 0 | Boca Unidos        | 26 lug. | Villa Dálmine      | 1 - 0 | Instituto         | 2 ago.  |
| Villa Dálmine      | 1 - 2 | Atlético Tucumán  | 19 lug. | All Boys          | 0 - 2 | Sp. Estudiantes    | 26 lug. | Atlético Tucumán   | 0 - 0 | Guillermo Brown   | 2 ago.  |
| Unión (MDP)        | 0 - 0 | Independiente RM  | 19 lug. | Atlético Tucumán  | 2 - 0 | Atlético Paraná    | 26 lug. | Gimnasia (Mendoza) | 1 - 0 | Guaraní           | 4 ago.  |

| Guillermo Brown   | 0 - 3 | Atlético Paraná    | 11 ago. | Atlético Tucumán   | 2 - 1 | Santamarina       | 16 ago. | Instituto         | 0 - 0 | Atlético Paraná    | 22 ago. |
| Instituto         | 1 - 0 | Atlético Tucumán   | 11 ago. | Sp. Belgrano       | 2 - 1 | Gimnasia (Jujuy)  | 16 ago. | Santamarina       | 1 - 4 | Guillermo Brown    | 22 ago. |
| Santamarina       | 4 - 1 | Villa Dálmine      | 11 ago. | Unión (MDP)        | 0 - 0 | Douglas Haig      | 16 ago. | Independiente RM  | 0 - 2 | Ferro Carril Oeste | 22 ago. |
| Chacarita Juniors | 2 - 0 | Ferro Carril Oeste | 11 ago. | Guillermo Brown    | 1 - 2 | Instituto         | 16 ago. | All Boys          | 2 - 0 | Boca Unidos        | 22 ago. |
| Guaraní           | 0 - 1 | Central Córdoba    | 11 ago. | Boca Unidos        | 0 - 0 | Patronato         | 16 ago. | Gimnasia (Jujuy)  | 0 - 0 | Unión (MDP)        | 22 ago. |
| Independiente RM  | 4 - 2 | Gimnasia (Mendoza) | 11 ago. | Gimnasia (Mendoza) | 1 - 1 | Juventud Unida    | 16 ago. | Juventud Unida    | 0 - 0 | Central Córdoba    | 23 ago. |
| Juventud Unida    | 2 - 0 | Boca Unidos        | 11 ago. | Villa Dálmine      | 0 - 0 | Chacarita Juniors | 16 ago. | Patronato         | 1 - 0 | Gimnasia (Mendoza) | 23 ago. |
| Patronato         | 2 - 1 | Los Andes          | 11 ago. | Ferro Carril Oeste | 1 - 0 | Guaraní           | 16 ago. | Douglas Haig      | 0 - 0 | Los Andes          | 23 ago. |
| All Boys          | 0 - 0 | Unión (MDP)        | 11 ago. | Atlético Paraná    | 1 - 1 | Sp. Estudiantes   | 17 ago. | Sp. Estudiantes   | 1 - 1 | Sp. Belgrano       | 24 ago. |
| Gimnasia (Jujuy)  | 0 - 0 | Sp. Estudiantes    | 11 ago. | Central Córdoba    | 1 - 3 | Independiente RM  | 17 ago. | Guaraní           | 1 - 1 | Villa Dálmine      | 24 ago. |
| Douglas Haig      | 1 - 0 | Sp. Belgrano       | 19 ago. | Los Andes          | 1 - 0 | All Boys          | 17 ago. | Chacarita Juniors | 1 - 3 | Atlético Tucumán   | 24 ago. |

| Gimnasia (Mendoza) | 1 - 2 | All Boys          | 29 ago. | Santamarina       | 1 - 1 | Atlético Paraná    | 5 set. | Central Córdoba    | 0 - 2 | Douglas Haig      | 11 set. |
| Central Córdoba    | 0 - 0 | Patronato         | 29 ago. | Chacarita Juniors | 1 - 0 | Instituto          | 5 set. | Los Andes          | 2 - 1 | Sp. Belgrano      | 11 set. |
| Instituto          | 3 - 2 | Santamarina       | 29 ago. | All Boys          | 2 - 0 | Central Córdoba    | 5 set. | Instituto          | 0 - 1 | Guaraní           | 11 set. |
| Atlético Paraná    | 2 - 1 | Sp. Belgrano      | 29 ago. | Guaraní           | 2 - 1 | Guillermo Brown    | 6 set. | Atlético Tucumán   | 2 - 0 | Juventud Unida    | 12 set. |
| Boca Unidos        | 0 - 0 | Douglas Haig      | 30 ago. | Douglas Haig      | 2 - 0 | Gimnasia (Mendoza) | 6 set. | Atlético Paraná    | 3 - 0 | Unión (MDP)       | 12 set. |
| Los Andes          | 1 - 0 | Gimnasia (Jujuy)  | 30 ago. | Gimnasia (Jujuy)  | 2 - 0 | Boca Unidos        | 6 set. | Santamarina        | 2 - 0 | Chacarita Juniors | 12 set. |
| Ferro Carril Oeste | 3 - 1 | Juventud Unida    | 30 ago. | Independiente RM  | 1 - 3 | Atlético Tucumán   | 6 set. | Villa Dálmine      | 1 - 0 | Patronato         | 12 set. |
| Villa Dálmine      | 0 - 0 | Independiente RM  | 30 ago. | Juventud Unida    | 0 - 0 | Villa Dálmine      | 6 set. | Gimnasia (Mendoza) | 4 - 1 | Gimnasia (Jujuy)  | 13 set. |
| Atlético Tucumán   | 3 - 0 | Guaraní           | 30 ago. | Patronato         | 0 - 0 | Ferro Carril Oeste | 6 set. | Guillermo Brown    | 0 - 2 | Independiente RM  | 13 set. |
| Guillermo Brown    | 1 - 0 | Chacarita Juniors | 30 ago. | Sp. Estudiantes   | 3 - 1 | Los Andes          | 6 set. | Boca Unidos        | 1 - 0 | Sp. Estudiantes   | 13 set. |
| Unión (MDP)        | 1 - 1 | Sp. Estudiantes   | 30 ago. | Sp. Belgrano      | 1 - 0 | Unión (MDP)        | 6 set. | Ferro Carril Oeste | 2 - 1 | All Boys          | 13 set. |

| Chacarita Juniors | 1 - 0 | Atlético Paraná    | 18 set. | Central Córdoba    | 0 - 1 | Sp. Estudiantes  | 22 set. | Los Andes        | 1 - 2 | Boca Unidos        | 27 set. |
| Guaraní           | 2 - 0 | Santamarina        | 18 set. | Ferro Carril Oeste | 2 - 0 | Gimnasia (Jujuy) | 22 set. | Independiente RM | 1 - 1 | Chacarita Juniors  | 27 set. |
| Independiente RM  | 0 - 1 | Instituto          | 18 set. | Villa Dálmine      | 0 - 0 | Douglas Haig     | 22 set. | Sp. Belgrano     | 1 - 2 | Central Córdoba    | 27 set. |
| Unión (MDP)       | 1 - 1 | Los Andes          | 18 set. | Atlético Paraná    | 2 - 1 | Los Andes        | 23 set. | Sp. Estudiantes  | 2 - 0 | Ferro Carril Oeste | 27 set. |
| Patronato         | 0 - 0 | Atlético Tucumán   | 18 set. | Boca Unidos        | 3 - 0 | Unión (MDP)      | 23 set. | All Boys         | 0 - 1 | Guillermo Brown    | 27 set. |
| All Boys          | 1 - 0 | Villa Dálmine      | 18 set. | Gimnasia (Mendoza) | 2 - 1 | Sp. Belgrano     | 23 set. | Douglas Haig     | 1 - 4 | Atlético Tucumán   | 27 set. |
| Douglas Haig      | 0 - 2 | Ferro Carril Oeste | 18 set. | Atlético Tucumán   | 2 - 1 | All Boys         | 23 set. | Guaraní          | 2 - 0 | Atlético Paraná    | 28 set. |
| Gimnasia (Jujuy)  | 0 - 0 | Central Córdoba    | 18 set. | Guillermo Brown    | 1 - 1 | Patronato        | 23 set. | Unión (MDP)      | 0 - 1 | Gimnasia (Mendoza) | 28 set. |
| Sp. Estudiantes   | 2 - 0 | Gimnasia (Mendoza) | 18 set. | Chacarita Juniors  | 3 - 1 | Guaraní          | 23 set. | Juventud Unida   | 0 - 1 | Santamarina        | 28 set. |
| Sp. Belgrano      | 1 - 2 | Boca Unidos        | 18 set. | Santamarina        | 4 - 2 | Independiente RM | 23 set. | Patronato        | 3 - 1 | Instituto          | 28 set. |
| Juventud Unida    | 1 - 0 | Guillermo Brown    | 19 set. | Instituto          | 2 - 1 | Juventud Unida   | 24 set. | Gimnasia (Jujuy) | 1 - 0 | Villa Dálmine      | 24 ott. |

| Santamarina        | 0 - 1 | Patronato        | 3 ott. | Independiente RM | 0 - 0 | Atlético Paraná    | 10 ott. | Villa Dálmine      | 2 - 0 | Unión (MDP)        | 17 ott. |
| Gimnasia (Mendoza) | 1 - 1 | Los Andes        | 3 ott. | Los Andes        | 1 - 1 | Central Córdoba    | 10 ott. | Atlético Paraná    | 1 - 0 | Gimnasia (Mendoza) | 17 ott. |
| Chacarita Juniors  | 2 - 1 | Juventud Unida   | 3 ott. | Unión (MDP)      | 0 - 0 | Ferro Carril Oeste | 10 ott. | Chacarita Juniors  | 3 - 1 | All Boys           | 17 ott. |
| Guaraní            | 2 - 0 | Independiente RM | 3 ott. | All Boys         | 2 - 1 | Santamarina        | 10 ott. | Instituto          | 3 - 1 | Gimnasia (Jujuy)   | 17 ott. |
| Villa Dálmine      | 3 - 0 | Sp. Estudiantes  | 3 ott. | Douglas Haig     | 1 - 1 | Instituto          | 11 ott. | Ferro Carril Oeste | 1 - 1 | Los Andes          | 18 ott. |
| Atlético Paraná    | 1 - 1 | Boca Unidos      | 4 ott. | Gimnasia (Jujuy) | 1 - 0 | Guillermo Brown    | 11 ott. | Guillermo Brown    | 0 - 2 | Sp. Estudiantes    | 18 ott. |
| Guillermo Brown    | 0 - 0 | Douglas Haig     | 4 ott. | Sp. Estudiantes  | 1 - 1 | Atlético Tucumán   | 11 ott. | Guaraní            | 1 - 1 | Patronato          | 18 ott. |
| Instituto          | 1 - 1 | All Boys         | 4 ott. | Sp. Belgrano     | 3 - 3 | Villa Dálmine      | 11 ott. | Independiente RM   | 2 - 1 | Juventud Unida     | 18 ott. |
| Atlético Tucumán   | 1 - 0 | Gimnasia (Jujuy) | 4 ott. | Patronato        | 6 - 2 | Chacarita Juniors  | 11 ott. | Atlético Tucumán   | 2 - 0 | Sp. Belgrano       | 18 ott. |
| Central Córdoba    | 2 - 0 | Unión (MDP)      | 4 ott. | Juventud Unida   | 1 - 0 | Guaraní            | 11 ott. | Central Córdoba    | 1 - 0 | Boca Unidos        | 18 ott. |
| Ferro Carril Oeste | 3 - 2 | Sp. Belgrano     | 4 ott. | Boca Unidos      | 1 - 1 | Gimnasia (Mendoza) | 12 ott. | Santamarina        | 0 - 0 | Douglas Haig       | 19 ott. |

| Unión (MDP)        | 1 - 2 | Atletico Tucumán   | 31 ott. | Villa Dálmine      | 1 - 2 | Boca Unidos        | 7 nov. | Patronato          | 2 - 1 | Atlético Paraná    | 14 nov. |
| Los Andes          | 0 - 1 | Villa Dálmine      | 31 ott. | Independiente RM   | 0 - 0 | All Boys           | 7 nov. | All Boys           | 0 - 1 | Juventud Unida     | 14 nov. |
| All Boys           | 2 - 0 | Guaraní            | 31 ott. | Chacarita Juniors  | 0 - 2 | Gimnasia (Jujuy)   | 7 nov. | Boca Unidos        | 0 - 0 | Atlético Tucumán   | 14 nov. |
| Douglas Haig       | 2 - 1 | Chacarita Juniors  | 1 nov.  | Atlético Tucumán   | 5 - 0 | Los Andes          | 8 nov. | Gimnasia (Jujuy)   | 1 - 0 | Guaraní            | 15 nov. |
| Gimnasia (Jujuy)   | 1 - 1 | Santamarina        | 1 nov.  | Guillermo Brown    | 2 - 0 | Unión (MDP)        | 8 nov. | Sp. Estudiantes    | 3 - 2 | Chacarita Juniors  | 15 nov. |
| Sp. Estudiantes    | 1 - 3 | Instituto          | 1 nov.  | Instituto          | 1 - 1 | Sp. Belgrano       | 8 nov. | Sp. Belgrano       | 2 - 0 | Santamarina        | 15 nov. |
| Boca Unidos        | 0 - 0 | Ferro Carril Oeste | 1 nov.  | Juventud Unida     | 1- 1  | Patronato          | 8 nov. | Unión (MDP)        | 2 - 2 | Instituto          | 15 nov. |
| Juventud Unida     | 0 - 1 | Atlético Paraná    | 1 nov.  | Atlético Paraná    | 1 - 1 | Central Córdoba    | 8 nov. | Central Córdoba    | 1 - 0 | Ferro Carril Oeste | 15 nov. |
| Gimnasia (Mendoza) | 0 - 1 | Central Córdoba    | 1 nov.  | Guaraní            | 4 - 0 | Douglas Haig       | 8 nov. | Douglas Haig       | 3 - 1 | Independiente RM   | 15 nov. |
| Patronato          | 1 - 0 | Independiente RM   | 1 nov.  | Ferro Carril Oeste | 1 - 0 | Gimnasia (Mendoza) | 8 nov. | Gimnasia (Mendoza) | 1 - 0 | Villa Dálmine      | 15 nov. |
| Sp. Belgrano       | 0 - 2 | Guillermo Brown    | 1 nov.  | Santamarina        | 1 - 0 | Sp. Estudiantes    | 9 nov. | Los Andes          | 2 - 2 | Guillermo Brown    | 15 nov. |

### Play-off promozione

#### Semifinali
Giocate il 20 novembre (andata) e il 26 novembre (ritorno).
| Squadra 1     | Totale | Squadra 2          | Andata | Ritorno |
| ------------- | ------ | ------------------ | ------ | ------- |
| Instituto (C) | 2-4    | Patronato          | 1-1    | 1-3     |
| Santamarina   | 4-2    | Ferro Carril Oeste | 2-2    | 2-0     |

#### Finale
Giocata il 30 novembre (andata) e il 6 dicembre (ritorno).
| Squadra 1   | Totale | Squadra 2 | Andata | Ritorno       |
| ----------- | ------ | --------- | ------ | ------------- |
| Santamarina | 3-3    | Patronato | 3-1    | 0-2 (5-6 dcr) |

### Spareggio retrocessione
Giocata il 25 novembre.
| Squadra 1    | Risultato     | Squadra 2       |
| ------------ | ------------- | --------------- |
| Gimnasia (M) | 1–1 (4-5 dcr) | Guillermo Brown |

## Statistiche

### Statistiche campionato
- Partite giocate: 462
- Risultati
  - Vittorie in casa: 211 (47.84%)
  - Vittorie in trasferta: 94 (20.35%)
  - Pareggi: 147 (31.82%)
- Gol segnati: 974 (2.11 gol a partita)
  - Gol segnati in casa: 601 (61.70%)
  - Gol segnati in trasferta: 373 (38.70%)